# Fosso di Ghindossoli
Il Fosso di Ghindossoli è un torrente della Toscana.

## Il percorso
Nasce a Mosciano (Scandicci), una frazione di Scandicci, per poi sfociare nel Vingone, di cui è un affluente di sinistra, nei pressi della frazione di Vingone a Scandicci.

### Il bacino del Fosso di Ghindossoli
Il suo bacino ricade nei comuni di: 
- Scandicci